# Primo ministro delle Isole Cook
Il primo ministro delle Isole Cook è il capo del governo delle Isole Cook, Territorio autogovernato in libera associazione con la Nuova Zelanda. La carica è stata creata nel 1965, quando venne garantito l'autogoverno alle isole. Originariamente, veniva utilizzato il titolo "Premier", ma è stato sostituito con il titolo di "Primo ministro" nel 1981.

## Elenco
Il corsivo indica una continuazione de facto della carica.
| #              | Nome           | Ritratto | Partito | Mandato          | Mandato          |
| #              | Nome           | Ritratto | Partito | Inizio           | Fine             |
| Premier        | Premier        | Premier  | Premier | Premier          | Premier          |
| -------------- | -------------- | -------- | --- | ---------------- | ---------------- |
| 1              | Albert Henry   |          | Cook Islands Party                                                                                         | 4 agosto 1965    | 25 luglio 1978   |
| 2              | Thomas Davis   |          | Partito Democratico                                                                                        | 25 luglio 1978   | 1981             |
| Primo ministro |                |          | |                  |                  |
| (2)            | Thomas Davis   |          | Partito Democratico                                                                                        | 1981             | 13 aprile 1983   |
| 3              | Geoffrey Henry |          | Cook Islands Party                                                                                         | 13 aprile 1983   | 16 novembre 1983 |
| (2)            | Thomas Davis   |          | Partito Democratico                                                                                        | 16 novembre 1983 | 29 luglio 1987   |
| 4              | Pupuke Robati  |          | Partito Democratico                                                                                        | 29 luglio 1987   | 1 febbraio 1989  |
| (3)            | Geoffrey Henry |          | Cook Islands Party                                                                                         | 1 febbraio 1989  | 29 luglio 1999   |
| 5              | Joe Williams   |          | Cook Islands Party                                                                                         | 29 luglio 1999   | 18 novembre 1999 |
| 6              | Terepai Maoate |          | Democratic Alliance Party                                                                                  | 18 novembre 1999 | 11 febbraio 2002 |
| 7              | Robert Woonton |          | Democratic Alliance Party                                                                                  | 11 febbraio 2002 | 11 dicembre 2004 |
| 8              | Jim Marurai    |          | Democratic Alliance Party (2004-2005) Cook Islands First Party (2005-2006) Partito Democratico (2006-2010) | 14 dicembre 2004 | 29 novembre 2010 |
| 9              | Henry Puna     |          | Cook Islands Party                                                                                         | 30 novembre 2010 | 1º ottobre 2020  |
| 10             | Mark Brown     |          | Cook Islands Party                                                                                         | 1º ottobre 2020  | in carica        |